# Плесна поворка у Ехтернаху
Плесна поворка у Ехтернаху (Iechternacher Sprangprëssioun) је процесија која се одржава сваке године првог уторка после Духова у средњовековном центру Ехтернахану (најстарији град у Луксембургу).
Процесија, документована од 1100. године, посвећен је култу св. Вилиброрда, свештеника који је крајем 7. века основао опатију Ехтерна и која је била позната по својој мисионарској делатности, доброти и способности да лечи одређене болести  Упркос негодовању Цркве због својих паганских елемената и неколико црквених забрана, опстала је и чак се проширила по целом крају и међу свим друштвеним слојева.
Данас литија има изразито религиозни карактер и дубоко је укорењена у обичаје који се изводе у молитвама, песмама и играма, као историјском облику богослужења. Поворка почиње рано ујутру у дворишту старе опатије, а присуствују јој највиши црквени представници из града (Willibrordus-Brauverein), земље и иностранства. Пред њима певачи рецитују литаније, након чега око 8.000 плесача, подељених у 45 група, према обредима који се преносе са колена на колено, играју уз звуке полке око Ехтерне базилике, где је гроб св. Вилиброрда. Поворка се наставља улицама од базилике и може се протегнути око 1,5 км док музичари свирају традиционалну музику тзв. Sprangprozessioùn. Плесачи у редовима по четири или пет плесача повезују се тако што у рукама држе један крај беле мараме.И поред секуларизације луксембуршког друштва, ова поворка је изузетно популарна и сваке године у њој учествује око 13.000 учесника из Луксембурга и суседних области.
Година 2010 , плесна поворка у Ехтернаху је уписана на листу нематеријалне светске баштине  као последња традиционална плесна поворка у Европи.